# خوتسومیشل
خوتسومیشل (به چکی: Chocomyšl) یک منطقهٔ مسکونی در جمهوری چک است که در ناحیه دوماژلیتسه واقع شده‌است. خوتسومیشل ۴٫۱۸ کیلومتر مربع مساحت و ۱۴۲ نفر جمعیت دارد و ۴۴۸ متر بالاتر از سطح دریا واقع شده‌است.